# Antocha subconfluenta
Antocha subconfluenta är en tvåvingeart som beskrevs av Alexander 1930. Antocha subconfluenta ingår i släktet Antocha och familjen småharkrankar. Inga underarter finns listade i Catalogue of Life.